# Polyplastus bicolor
Polyplastus bicolor är en skalbaggsart som beskrevs av Hermann Julius Kolbe 1895. Polyplastus bicolor ingår i släktet Polyplastus och familjen Cetoniidae. Inga underarter finns listade i Catalogue of Life.